# Ronda Mandolok
Ronda Mandolok is een bestuurslaag in het regentschap Padang Lawas Utara van de provincie Noord-Sumatra, Indonesië. Ronda Mandolok telt 2587 inwoners (volkstelling 2010).